# 富山地方鉄道クハ170形電車

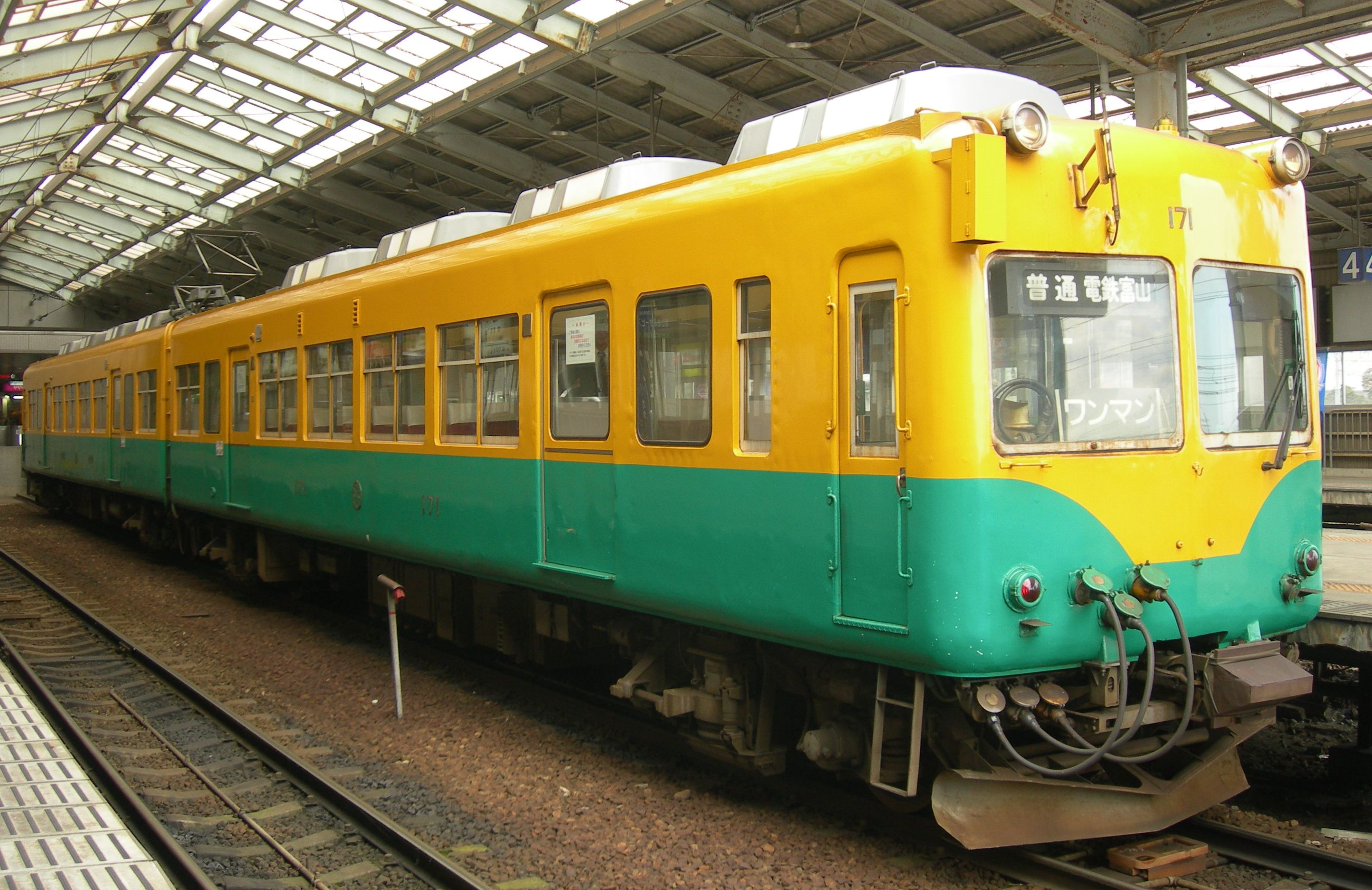
クハ171 (2代)

富山地方鉄道クハ170形電車（とやまちほうてつどうクハ170がたでんしゃ）は、富山地方鉄道の電車。
カルダン駆動車両の制御車として導入された。これまでに4種類の形態が登場している。このうち2種類は、後年にクハ170形から形式名が分割されて正式にはクハ173形・クハ175形とされている。2020年現在では、このうちクハ175形のみ在籍している。

## クハ171（初代）
14770形の制御車として1955年に製造された、両運転台・正面非貫通3枚窓の18m2扉車である。1958年に電装され、モハ14772となった。

## クハ171（2代）・クハ172

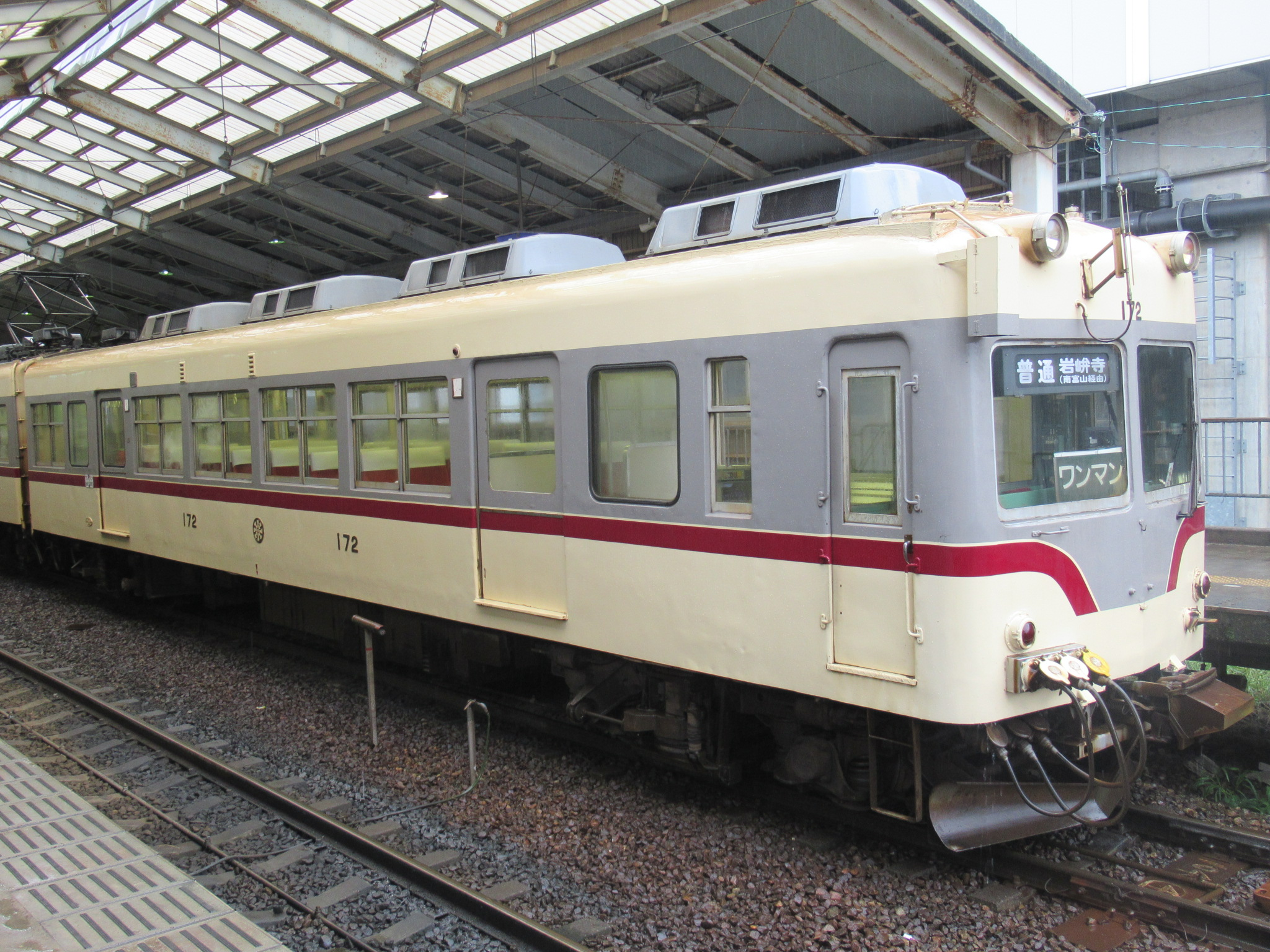
クハ172

1969年の輸送需要見直しに伴い、10020形の第1編成に組みこまれていたサハ221と14720形の編成に組みこまれていたサハ222を編成から外した上で、先頭車化改造を行った片運転台制御車である。この2両の元の車体は先頭車から運転台部分を省いたものだったため、その分全長も17.3mと短くなっている。
この2両は14720形の2両を分割した上、それぞれの制御車として使用されることになり、モハ14720形-クハ170形の編成となった。この時には方向転換は行っていなかったため、それぞれの編成の向きは逆向きとなっていた。

## クハ173・クハ174（→クハ173形）

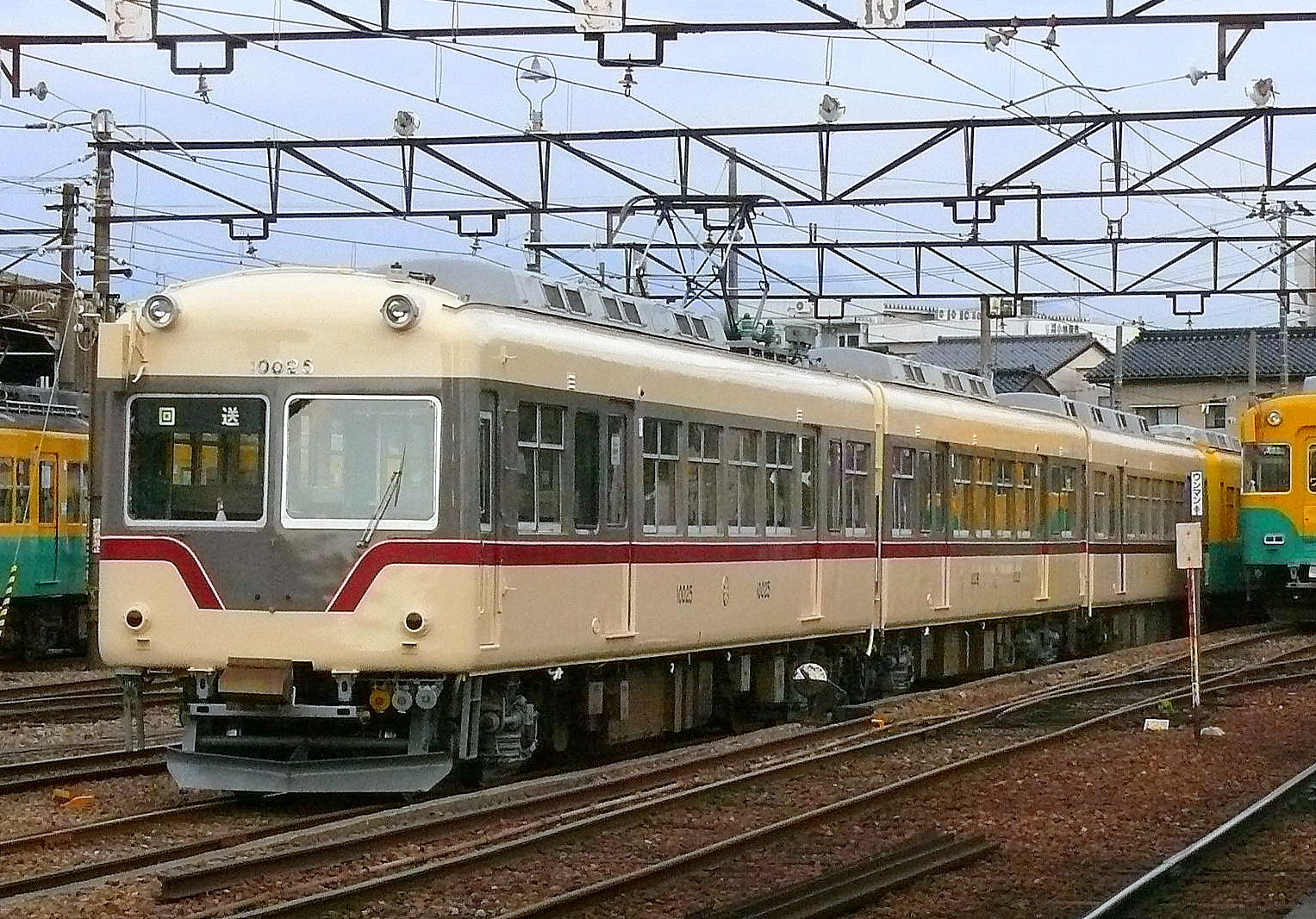
最後尾がクハ173

やはり1969年の輸送需要見直しに伴い、10020形の第2・3編成に組みこまれていたサハ223・224を編成から外した上で、先頭車化改造を行った片運転台制御車である。この2両の車体は先頭車から運転台部分を省いただけでなく、扉間の座席数を増加させたため、全長は18.6mと長い。
この2両とも増結用として電動車の編成に増結する形で運用された。そのため貫通扉はなく、連結面はセンターピラーの細い固定連窓である。また、14790形と連結し、2両編成の代用としての運用もあった。
1980年代後半に冷房改造された。当初は補助電源がなく、大容量の電力供給ができる車両との増結時しか冷房が使用できなかった。のちに改造され、既に冷房車として運用されていたクハ175（後述）と同様、床下には電動発電機を搭載、単車での冷房使用を可能にしている。
1995年に形式名がクハ170形から分割され、クハ173形に変更された。
2008年現在も増結用として運用されているが、大半の列車がワンマン化されたため、運用機会は減少している。運転台直後も含めてオール転換クロスシートのため、特急の増結などに使用されることが多い。
2014年、17480形の導入によって両車とも廃車された。

## クハ175（→クハ175形）
1981年に製造された片運転台制御車である。

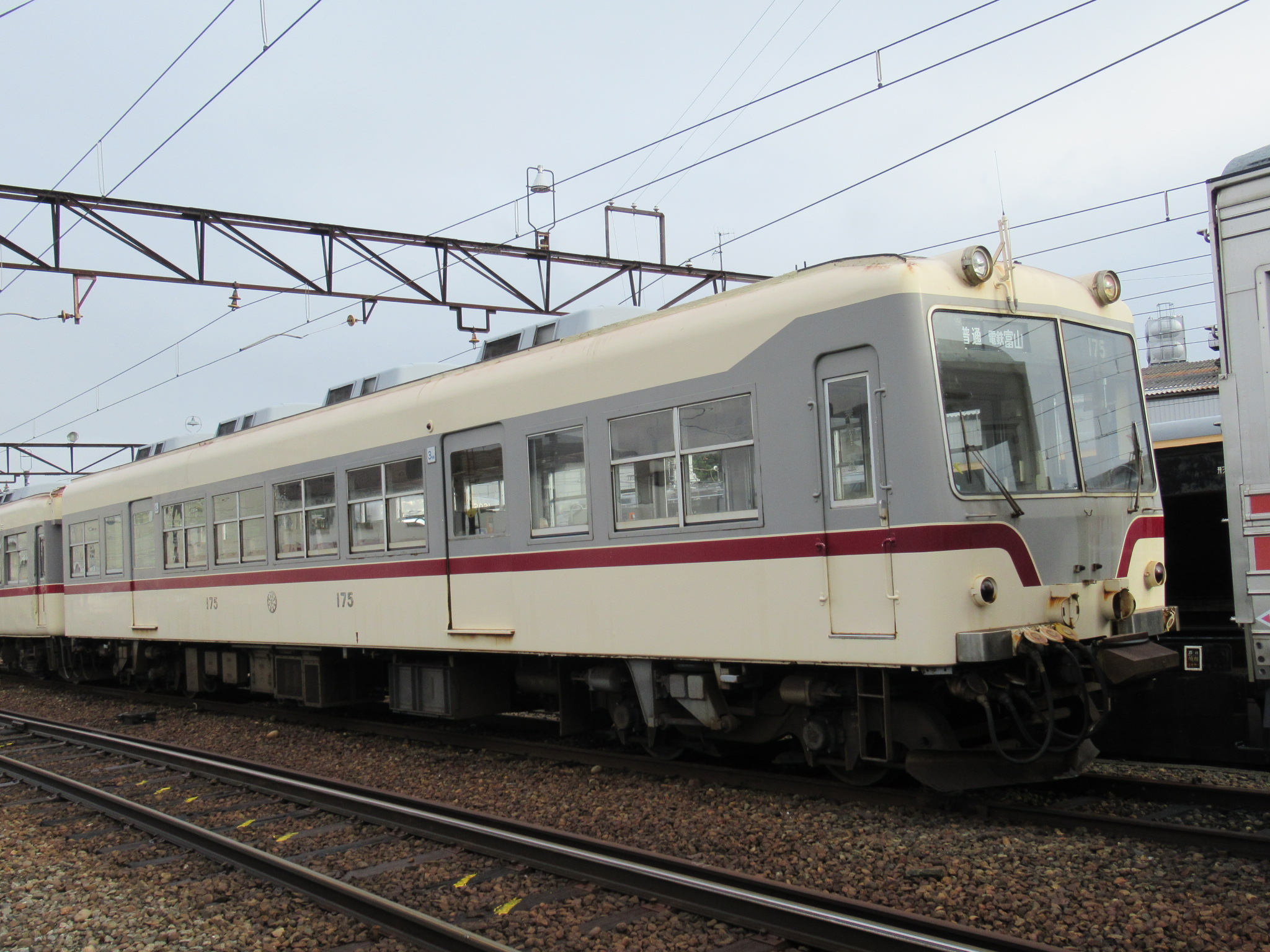
クハ175

車体は当時増備されていた14760形と同一構造であるが、はじめから増結車として製造されたため、運転台のない側の妻面は非貫通構造となっており、連続窓風2枚窓となっている。増結用車両としては初めての冷房車で、床下には電動発電機を搭載し、非冷房車の増結に運用された場合でも冷房が使用可能である。
上述のクハ173形と同様、1995年に形式が分割・変更されてクハ175形となった。
2008年現在も増結用として運用されているが、大半の列車がワンマン化されたため、運用機会は減少している。
2013年4月からは、10020形に併結されラッシュ時の運用に充てられていた。その後、2019年9月30日をもって10020形が引退したため、同年10月からは連結相手が14760形に変更されている。